# Língua mongondow
Mongondow ou Bolaang Mongondow é uma das línguas filipinas faladas na Regência Bolaang Mongondow e regências vizinhas da província de Celebes Setentrional, bem como na província de Gorontalo, Indonésia.

## Fonologia
Mongondow tem os seguintes fonemas: 
|         | Antenor | Central | Posterior |
| ------- | ------- | ------- | --------- |
| Fechada | i       |         | u         |
| Medial  | e       |         | o         |
| Aberta  |         | a       |           |

|             |             | Labial | Alveolar | Palatal | Velar | Glotal |
| ----------- | ----------- | ------ | -------- | ------- | ----- | ------ |
| Plosiva     | surda       | p      | t        |         | k     | ʔ      |
| Plosiva     | sonora      | b      | d        | (d͡ʒ)    | ɡ     |        |
| Fricativa   | Fricativa   |        | s        |         |       | h      |
| Nasal       | Nasal       | m      | n        | ɲ       | ŋ     |        |
| Lateral     | Lateral     |        | l        |         |       |        |
| Rótica      | Rótica      |        | r        |         |       |        |
| Aproximante | Aproximante | w      |          | j       |       |        |

A lateral / l / é pronunciada como alveolar  [l] quando adjacente às vogais frontais / e /, / i /. Em todos os outros ambientes, é um retroflexa [ɭ].

## Gramática

### Pronomes
Os pronomes pessoais são are:
|                                                                                         | nominativo    | genitivo        | oblíquo          |
| --------------------------------------------------------------------------------------- | ------------- | --------------- | ---------------- |
| 1ª.sg.                                                                                  | akuoy         | -ku             | inako'           |
| 2ª.sg.                                                                                  | iko           | -mu             | inimu            |
| 3ª.sg.                                                                                  | sia           | -ea/-nya        | inia             |
| 1ª.pl.inclusivo                                                                         | kita          | -naton          | inaton           |
| 1ª.pl.exclusivo                                                                         | kami          | -nami           | inami            |
| 2ª.pl.                                                                                  | mo'iko kamu-* | -monimu -namu-* | imonimu -inamu-* |
| 3ª.pl.                                                                                  | mosia taya-*  | -monia -naya-*  | imonia inaya-*   |
| * kamu- , taya- etc. são usados com números com sufixo, por exemplo taya-tolu "os três" |               |                 |                  |

### Numerais
| 1          | inta' / mita'            |
| 2          | dua' / doyowa'           |
| 3          | tolu'                    |
| 4          | opat                     |
| 5          | lima                     |
| 6          | onom                     |
| 7          | pitu                     |
| 8          | ualu                     |
| 9          | siow                     |
| 10         | mopulu'                  |
| 11         | mopulu' bo mita'         |
| 12 (...)   | mopulu' bo doyowa'       |
| 20         | doyowa no pulu'          |
| 21 (...)   | doyowa no pulu' bo mita' |
| 30         | tolu no pulu'            |
| 40 (...)   | opat no pulu'            |
| 100        | mogatut                  |
| 200 (...)  | doyowa no gatut          |
| 1000       | tongo ribu               |
| 2000 (...) | doyowa no ribu           |

## Amostra de texto
Naonda i mopaḷoet-don-makov mototali'an toea, jo boeion-don im bobato pojotaka'an ing ki togi gadi' ko ḷoḷaki bo ki togi gadi' kom bobai, sin taka doea, pinomaja' a nopopadatan, si a nototali'an, nongongeloan pinomaja' a mongongoeḷaan kong koïbog nai togi gadi' kom posi-posibotak.